# 竹内友三郎
竹内 友三郎（たけうち ともさぶろう、1905年9月30日 - 1981年4月）は、日本のピアノ調律師である。

## 人物
1905年、東京都港区三田で楽器店を経営していた竹内仁太の長男として生まれる。
竹内楽器店の後継者となるため商業を学んだが、自らピアノ調律師の道を選び、福島琢郎の東京楽器研究所に入門する。
帝国劇場専属のコンサートチューナーとしてベンノ・モイセイヴィチら外来演奏家のためのピアノ調律をする
。
修理技術にも定評があり、舞台からの落下により響板が割れ、鉄骨にひびがはいり、
ほぼ全壊になったスタインウェイのフルコンサートピアノを鉄骨溶接、全弦張替などすべての部品を修復するオーバーホールにより蘇らせたという
。

## 著書
- 『ピアノの構造・調律概説』東京技術研究社 1963年監修：杵淵直都、沢山清次郎
- 『ピアノ調律・整調・修理の実技』日本ピアノ総合センター 1975年 補綴：磻田二郎